# 盾津
盾津（たてつ）は、大阪府東大阪市の旧地域名。概ね東大阪市立盾津中学校・東大阪市立盾津東中学校の学区にあたる。本項では概ね同地域にあった中河内郡盾津村（たてつむら）、盾津町（たてつちょう）についても述べる。
概ね加納、吉原、中新開、今米、川中、川田（旧・東六郷村）、本庄、本庄西、本庄中、本庄東、横枕、横枕西、横枕南、中野南、中野、箕輪（旧・西六郷村）、鴻池徳庵町、西鴻池町、鴻池本町、鴻池元町、島之内、北鴻池町、鴻池町、中鴻池町、南鴻池町、東鴻池町、古箕輪、新鴻池町、三島、新庄、新庄西、新庄南、角田、新庄東（旧・北江村）の各町丁に相当する。

## 歴史

### 近代以前
（日本 > 畿内 > 河内国 > 河内郡 > 中新開村、吉原村、今米村、川中新田）

（日本 > 畿内 > 河内国 > 若江郡 > 加納村、本庄村、中野村、横枕村、箕輪村、新庄村、鴻池新田、三島新田）

かつては吉田川（玉串川の分流）から深野池、新開池にかけての低湿地帯であり、周囲の土地は肥沃で農業が盛んだった。古来よりたびたび川が氾濫して水害に遭っていた。江戸時代初期に今米村の庄屋だった中甚兵衛らが上流の大和川を付け替える嘆願を行い、1704年に大和川の川違えが行われた。河川や池の跡は新田として開発され、川中新田、中新田、鴻池新田などとなった。

### 近代以降
（日本 > 大阪府 > 中河内郡 > 東六郷村、西六郷村、北江村 → 盾津村 → 盾津町）
- 1887年（明治20年）

若江郡箕輪新田を若江郡箕輪村に編入。
若江郡鴻池中新田を若江郡鴻池新田に編入。
- 1889年（明治22年）4月1日 町村制施行により、

河内郡中新開村、吉原村、今米村、川中新田、若江郡加納村が合併して、河内郡東六郷村が発足。
若江郡本庄村、中野村、横枕村、箕輪村が合併して、若江郡西六郷村が発足。
若江郡新庄村、鴻池新田、三島新田が合併して、若江郡北江村が発足。
- 1896年（明治29年）4月1日 郡の統廃合により上記3村が中河内郡所属となる。
- 1931年（昭和6年）4月1日 上記3村が合併して中河内郡盾津村が発足。
- 1943年（昭和18年）10月1日 町制施行。
- 1955年（昭和30年）1月15日 中河内郡玉川町、英田村、若江村、三野郷村と合併して河内市の一地域となり、中河内郡を離脱。

## 地域

### 鴻池町、鴻池本町、鴻池元町、鴻池徳庵町、中鴻池町、西鴻池町、南鴻池町、新鴻池町
大半が旧鴻池新田だった地域。北は寝屋川、南は六郷井路に挟まれた地域であり、かつては新開池があった場所。現在は大阪郊外の住宅地である。
主な施設、旧跡
（鴻池町1,2丁目）
- 鴻池サティ

（鴻池本町）
（鴻池元町）
- 鴻池新田会所跡

（西鴻池町1〜4丁目）
- 東大阪西鴻池郵便局
- 大阪府立城東工科高等学校

（鴻池徳庵町）
（中鴻池町1〜3丁目）
- 中鴻池行政サービスセンター

（南鴻池町1,2丁目）
- 東大阪市立成和小学校
- 東大阪市消防局中消防署北部分署
- 東大阪楠風荘郵便局

（東鴻池町1〜5丁目）
- 東大阪市立鴻池東小学校
- イオンタウン東大阪

（新鴻池町）

### 新庄、新庄西、新庄東、新庄南
旧新庄村だった地域。
主な施設、旧跡
- 盾津飛行場

（新庄1〜4丁目）
- 大阪府立かわち野高等学校

加納高等学校と盾津高等学校を統合してできた高校。旧盾津高校敷地にある。
（新庄西）
- 大阪機械卸業団地

（新庄東）
（新庄南）
- 東大阪市立盾津中学校

### 三島
旧三島村だった地域。

### 本庄、本庄中、本庄西、本庄東
旧本庄村だった地域。本庄1,2丁目あたりに旧村落があり、その西側の農地だった場所にトラックターミナルや機械団地ができた。

主な施設、旧跡
（本庄1,2丁目）
- 東大阪市立弥栄小学校

（本庄中）
- トラックターミナル

（本庄西）
- 機械団地
- 東大阪機械団地内郵便局

（本庄東）
- トラックターミナル

### 中野、角田（2丁目）
旧中野村だった地域。角田（2丁目）部分は、角田（旧菱江村）に譲渡・分離された地区。

### 横枕、横枕西、横枕東
旧横枕村だった地域。

### 箕輪、古箕輪
旧箕輪村だった地域。

### 加納、川田、中新開、吉原、今米
後述の川中とともにかつての東六郷村だった地域であり、川田は区画整理後に大字鴻池の一部と加納、吉原、今米の一部から分かれてできた地区である。

主な施設、旧跡
（加納1〜8丁目）
- 東大阪市立加納小学校
- 加納工業団地
- 大阪府営加納住宅

（川田1〜4丁目）
- 東大阪市立盾津東中学校
- 東大阪市立北宮小学校
- 東大阪加納郵便局

（中新開1,2丁目）
- 東大阪市消防局中消防署中新開出張所

（吉原1,2丁目）
- 関西電力河内変電所

（今米1,2丁目）
- 近鉄吉田駅
- 東大阪吉田駅前郵便局

### 川中
かつての川中新田だった地域であり、現在は国道308号より北、今米1丁目と水走3丁目に挟まれた狭い地域となっているが、区画整理前は北は大東市と接し、南は花園ラグビー場付近までの南北に細長い区域だった。